# 安倍基雄
安倍 基雄（あべ もとお、1931年3月31日 - 2004年1月23日）は、日本の大蔵官僚、政治家。位階は正四位。
文部政務次官（細川内閣）、衆議院議員（通算4期）を務めた。父は内務大臣を務めた安倍源基。

## 経歴
1931年（昭和6年）、東京生まれ。永田町小学校（現麹町小学校）、旧制成蹊高等学校を経て、1953年（昭和28年）、東京大学法学部法律学科卒業。大蔵省に入省。理財局総務課に配属。昭和28年旧制入省組同期には、吉野良彦、大場智満、津島雄二、近藤鉄雄らがいた。1959年（昭和34年）、フルブライト留学生としてペンシルベニア大学大学院に留学、計量経済学を専攻。1961年（昭和36年）、ペンシルベニア大学大学院でPh.D.（経済学博士号）を取得。
1968年（昭和43年）8月、国際金融局企画課長補佐。1969年（昭和44年）6月、外務省在シドニー総領事館領事兼在オーストラリア大使館一等書記官。1973年（昭和48年）8月、東海財務局総務部長。1974年（昭和49年）7月、理財局国有財産第二課長。1975年（昭和50年）7月、理財局国有財産第一課長。1976年（昭和51年）6月18日、門司税関長。1977年（昭和52年）6月17日、中国財務局長兼財務研修所中国支所長。1979年（昭和54年）7月10日、大臣官房審議官（大臣官房担当）。
1983年（昭和58年）6月、第13回参議院議員通常選挙に静岡県選挙区から民社党公認で立候補し、落選。同年12月、第37回衆議院議員総選挙に旧静岡3区から民社党公認で立候補し、初当選。同年12月28日、衆議院災害対策特別委員会所属。
1986年（昭和61年）7月、第37回衆議院議員総選挙で当選。
1990年（平成2年）2月、第39回衆議院議員総選挙で落選。
1993年（平成5年）7月、第40回衆議院議員総選挙で返り咲き、3選。同年8月12日、細川内閣で文部政務次官を務めた。民社党副委員長を経て、同党解党に伴い新進党結成に参加し、総務会長代理に就任。
1996年（平成8年）10月、第41回衆議院議員総選挙で比例東海ブロックから新進党公認で比例単独（名簿5位）で立候補し、4選。その後、新進党解党に伴い自由党結成に参加し、自由党代議士会会長、衆議院国会等の移転に関する特別委員会委員長、同消費者問題等に関する特別委員会委員長を歴任。
2000年（平成12年）4月、自由党の連立離脱に反発し、保守党結成に参加。同年6月、第42回衆議院議員総選挙で比例東海ブロックから保守党公認で比例単独（名簿1位）で立候補し、落選。政界から引退する。
2004年1月23日、死去した。72歳没。死没日付をもって正四位に叙され、旭日重光章を追贈された。

## 家族
- 父：安倍源基（終戦時の内務大臣。山口県熊毛郡平生町出身）

## 著書
- 『最後の内務大臣、安倍源基の半生』（サンケイ出版）
- 『漢字随筆』（ダイナミック・セラーズ）
- 『ある政治家の独白』（プレジデント社）
- 『道徳価値の発生とその進化』（ストーク）
- 『この日本が危ない—失った10年』（創樹社）
- 『思わず漢字が好きになる「28のとっておきの話」』（プレジデント社）
- 『悔ありて悔なし』（プレジデント社）
- 『安倍論文に注目せよ!—安倍基雄論文集』（行研出版局）
- 『歴史の流れの中に』（原書房）